# Franz-Josef Sehr

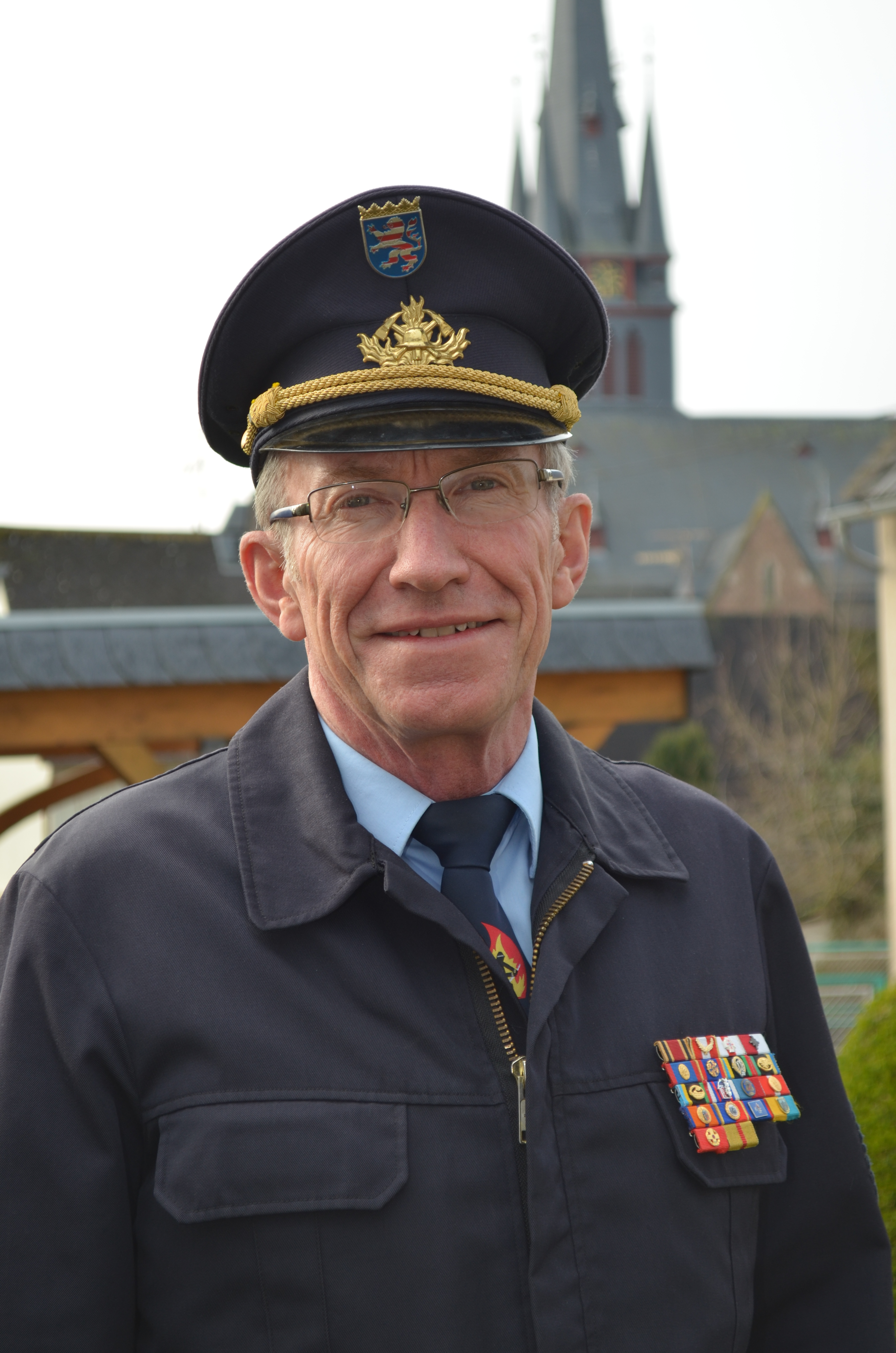
Franz-Josef Sehr, 2016

Franz-Josef Sehr (* 27. Oktober 1951 in Obertiefenbach, Hessen) ist ein ehrenamtlicher deutscher Feuerwehrmann und Feuerwehrfunktionär. Sehr bekleidet eine Vielzahl von Ehrenämtern und ist Träger des Bundesverdienstkreuzes und Weltmeister.

## Werdegang
Sehr wurde als Sohn des Landwirts und Forstwirtschaftsmeisters Franz Sehr und dessen Ehefrau Rosa geboren, besuchte bis 1966 die Volksschule in Obertiefenbach und danach die zweijährige kaufmännische Berufsfachschule in Limburg mit dem Abschluss der Mittleren Reife. Die anschließende Ausbildung zum Industriekaufmann in Limburg schloss er im Jahr 1970 ab. Nach dem Grundwehrdienst bei der Bundeswehr in Diez bildete er sich zum Bilanzbuchhalter weiter und legte die Ausbildereignungsprüfung ab. In seinem beruflichen Werdegang bei den Unternehmen Philips Deutschland und Black & Decker in Idstein, Lekkerland in Bobenheim-Roxheim, Köln-Marsdorf, Elz und Frechen sowie beim Bistum Limburg war Sehr in den letzten 25 Jahren seiner beruflichen Tätigkeit als Abteilungsleiter in den Bereichen Controlling, Treasury und Rechnungswesen tätig. Bei der Umstellung des Rechnungswesens des Bischöflichen Ordinariates von der kameralistischen auf die doppelte Buchführung (Doppik) zum Jahresbeginn 2003 war er verantwortlicher Projektleiter.
Sehr ist seit September 1973 mit der Notfallseelsorgerin Hedi Sehr verheiratet und hat zwei Töchter und einen Sohn. Er ist römisch-katholisch.

## Tätigkeit für die Feuerwehr
Im Mai 1968, im Alter von 16 Jahren schloss sich Sehr der Freiwilligen Feuerwehr Beselich-Obertiefenbach (FF) an, der er bis zur Altersgrenze im Jahr 2016 als Einsatzkraft und als Atemschutzgeräteträger angehörte. In dieser Feuerwehr ist Sehr seit 1969 ununterbrochen im Vorstand und Feuerwehrausschuss in verschiedenen Funktionen weiterhin tätig. Er war dort als Wehrführer und Vorsitzender tätig. An der Hessischen Landesfeuerwehrschule (HLFS) in Kassel und in Marburg-Cappel sowie an der Akademie für Krisenmanagement, Notfallplanung und Zivilschutz (AKNZ) in Bad Neuenahr-Ahrweiler absolvierte er zahlreiche Lehrgänge. Von 1987 bis 2001 war er als ehrenamtlicher Gemeindebrandinspektor bzw. Ortsbrandmeister (GBI) der Gemeinde Beselich oder als dessen Stellvertreter sowie fünf Jahre als Gemeindejugendfeuerwehrwart für den Brandschutz und die allgemeine Hilfe auf Gemeindeebene verantwortlich.
Im November 1995 ernannte Landrat Manfred Fluck für den Kreisausschuss des Landkreises Limburg-Weilburg den Hauptbrandmeister zum ehrenamtlichen stellvertretenden Kreisbrandinspektor (KBI). Diese Aufgabe übte er bis zum 60. Lebensjahr aus. Seit 1984 ist Sehr als Schiedsrichter für Feuerwehrleistungsübungen auf Kreis-, Regierungsbezirks- und Landesebene und seit 1996 als Kreisausbilder der Feuerwehren im Landkreis tätig.
Dem Vorstand des 1975 gegründeten Kreisfeuerwehrverbandes Limburg-Weilburg (KFV) gehörte Sehr von 1993 bis 2011 an, davon neun Jahre als ehrenamtlicher Verbandsvorsitzender. Er führte in diesem Verband, dem mehr als 100 Feuerwehren angehören, eine Neustrukturierung in Form der Einführung von Fachbereichen und einer signifikanten personellen Verstärkung durch. Nach dem Erreichen der satzungsgemäßen Altersgrenze im Jahr 2011 wurde Sehr zum Ehrenvorsitzenden ernannt. Sehr ist Mitgründer, -stifter und stellvertretender Vorsitzender des Kuratoriums der im September 2020 gegründeten Ernst-Joeres-Feuerwehr-Stiftung Limburg-Weilburg.
Im Nassauischen Feuerwehrverband (NFV) Wiesbaden wirkte Sehr von 2001 bis 2017 als Pressesprecher und Schriftführer mit und wurde anschließend zum Ehrenmitglied ernannt. In Fachausschüssen des Landesfeuerwehrverbandes Hessen (LFV Hessen) ist er seit 1989 vertreten. Als Kreisverbandvorsitzender war er von 2002 bis 2011 Mitglied des Landesfeuerwehrausschusses.

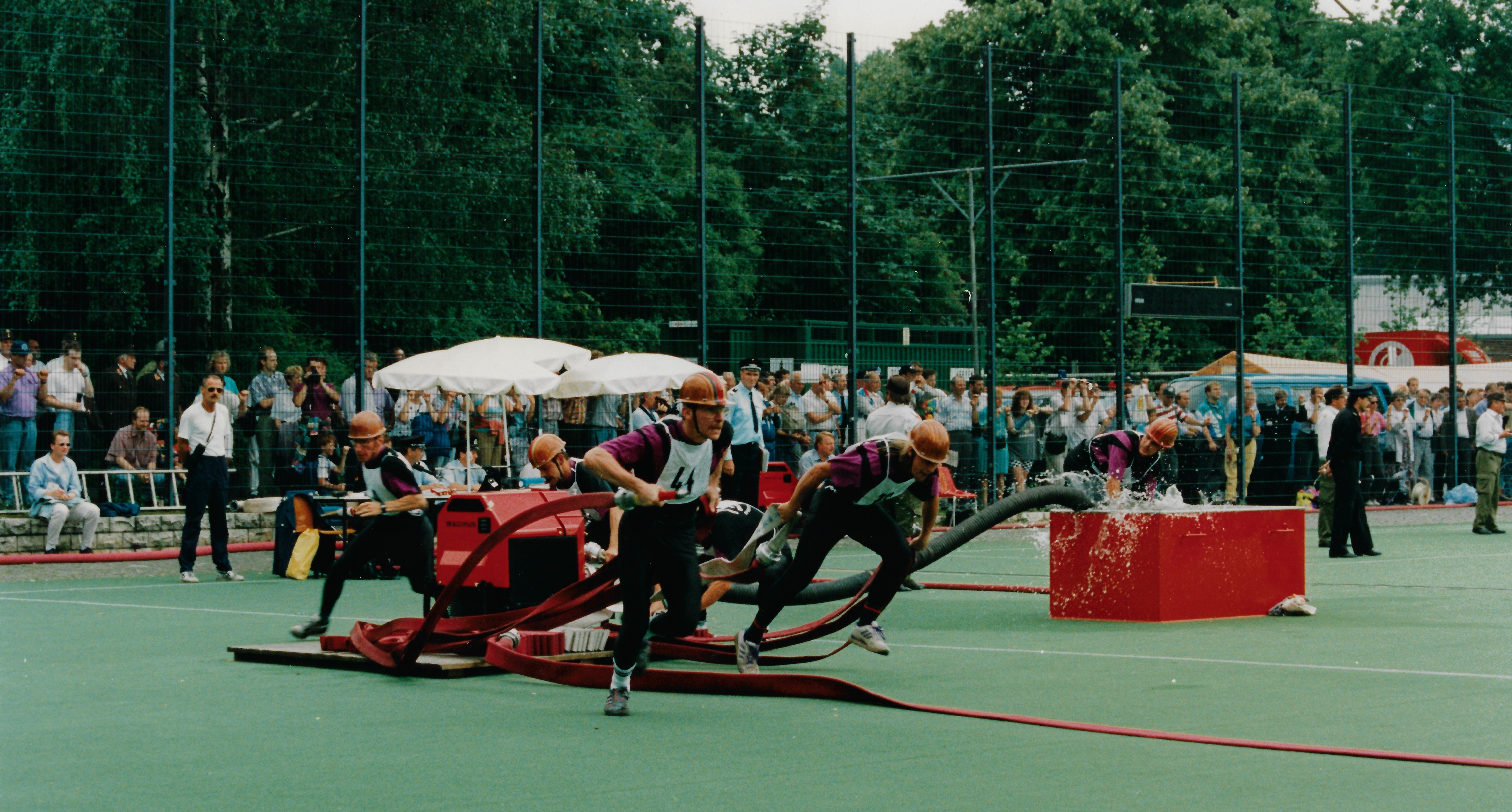
Berlin 1993: X. Internationale Feuerwehr-Sportwettkämpfe, Disziplin Löschangriff FF – Sieger: Mannschaft FF Beselich-Obertiefenbach mit Sehr

Sehr war als Wehrführer der FF Beselich-Obertiefenbach Initiator der dreimaligen Mitwirkung seiner Feuerwehr an einer Feuerwehr-Olympiade des Weltfeuerwehrverbandes CTIF. Er war dabei zugleich Wettkämpfer, Trainer und Mannschaftsleiter der Feuerwehr-Sportwettkampfmannschaft. Vom 15. bis 21. Juli 1985 in Vöcklabruck/Österreich nahm die FF Beselich-Obertiefenbach als erste Freiwillige Feuerwehr Deutschlands an den Feuerwehr-Sportwettkämpfen des Weltfeuerwehrverbandes CTIF teil und belegte Platz 4. Bei den im Juli 1989 in Warschau (Polen) durchgeführten Internationalen Meisterschaften belegte Sehr mit seiner Mannschaft in der Disziplin „Löschangriff“ den 3. Platz und errang die Feuerwehr-Sportwettkampfmedaille des CTIF in Bronze. Bei den im Juli 1993 in Berlin stattgefundenen Weltmeisterschaften siegte Sehr mit der vom Deutschen Feuerwehrverband (DFV) nominierten Freiwilligen Feuerwehr in der Disziplin „Löschangriff“ beim Feuerwehrkampfsport in neuer Rekordzeit von 36,93 Sekunden und errang die Feuerwehr-Sportwettkampfmedaille des CTIF in Gold. Damit wurde die Mannschaft mit Sehr Weltmeister. Durch diese alle vier Jahre stattfindenden Großveranstaltungen ergaben sich intensive Begegnungen mit Feuerwehrleuten auf internationaler Ebene (z. B. Österreich, Polen, ehem. DDR), die seitdem gepflegt werden.

## Politik
Bei den hessischen Kommunalwahlen im März 2021 wurde Sehr in die Gemeindevertretung der Gemeinde Beselich gewählt. Er gehört der SPD-Fraktion seit 1977 an und wurde im Juni 2021 zum Vorsitzenden des Ausschusses Jugend, Senioren, Soziales, Sport und Kultur gewählt.

## Weiteres
Sehr war von 1964 bis 1982 Fußballspieler in seinem Heimatverein TuS Obertiefenbach. Bei Leichtathletik-Senioren-Wettkämpfen wurde er mehrmals Kreismeister im 100-Meter-Lauf und im Weitsprung. In den 1990er Jahren nahm er an mehreren Triathlon- und Duathlon-Wettkämpfen teil, in denen er in der Altersklasse als Sieger hervorging oder Podiumsplätze belegte. Im Feuerwehrsport erreichte er in den 1980er und 1990er Jahren bei drei Weltmeisterschaften in den Sportdisziplinen Hakenleitersteigen, 100-Meter-Hindernislauf, 4×100-Meter-Feuerwehrstafette und Löschangriff Nass mehrmals vordere Platzierungen.
Im gewerkschaftlichen Umfeld engagierte Sehr sich in den 1970er Jahren als Jugendvertreter auf betrieblicher und auf Konzernebene bei Philips Deutschland für die Rechte der Jugendlichen und Auszubildenden. Seit ihrer Gründung im Jahr 2007 gehört er dem Beirat der kreisangehörigen Sparkassen-Stiftung an und war Beiratsmitglied einer kirchlichen Bank. Er setzte sich acht Jahre lang als Korrespondent bei Aktionen der Umweltorganisation Greenpeace ein. Außerdem hat Sehr in verschiedenen Publikationen zahlreiche Artikel zu feuerwehr-, kirchen- und heimatgeschichtlichen Ereignissen und Themen verfasst.
Sehr engagiert sich im kirchlichen Bereich. Nach der Tätigkeit als Ministrant und Zugehörigkeit zur Jungschar und zur Katholischen jungen Gemeinde (KjG) setzt er sich für die Belange der katholischen Kirchengemeinden „St. Ägidius“ Obertiefenbach und „St. Johannes Nepomuk“ Hadamar durch seine seit 2003 erfolgte ehrenamtliche Tätigkeit in deren Verwaltungsrat ein. Sehr war zudem im Jahr 2012 maßgebliches Gründungsmitglied der rechtsfähigen kirchlichen Stiftung Wallfahrtskapelle Maria Hilf Beselich, deren Stiftungsvorstand er seitdem angehört und seit März 2018 deren gewählter Vorstandsvorsitzender ist.
Dem Vorstand des katholischen Männerwerks gehört er seit März 2012 an und ist Leiter der in der Alten Schule befindlichen Heimatstube Obertiefenbach (Heimatmuseum), die sich mit der Geschichte, Tradition und Kultur der Gemeinde Beselich befasst. Außerdem ist er als stellvertretender Vorsitzender des 2015 von ihm mitgegründeten Hilfsvereins ELIKIA-KONGO tätig.
Viele Male leitete Sehr die Geschicke des örtlichen Fastnachtsausschusses, der sich insbesondere die Durchführung des jährlichen Obertiefenbacher Fastnachtsumzuges zur Aufgabe gemacht hatte. Er war Initiator der Gründung der Fastnachtsgemeinschaft Obertiefenbach. Diesem Brauchtumsverein, der neben der Fastnacht auch die Obertiefenbacher Kirmes ausrichtet, steht er seit dessen Gründung im November 2013 als Vorsitzender vor. Die Fastnachtskampagne 2013/14 führte Sehr mit seiner Ehefrau Hedi als Prinzenpaar an. Zudem ist er Ehrengardist in der Obertiefenbacher Fastnachtsgarde von 1995.
Sehr ist langjähriges Mitglied in vielen Ortsvereinen und mehreren Freiwilligen Feuerwehren, des Deutschen Roten Kreuzes (DRK) Kreisverband Oberlahn (darunter im Deutschen Jugendrotkreuz (JRK), über 225 geleistete Blutspenden), der Deutschen Lebens-Rettungs-Gesellschaft (DLRG) und in kirchlichen Gruppierungen.

## Auszeichnungen (Auswahl)

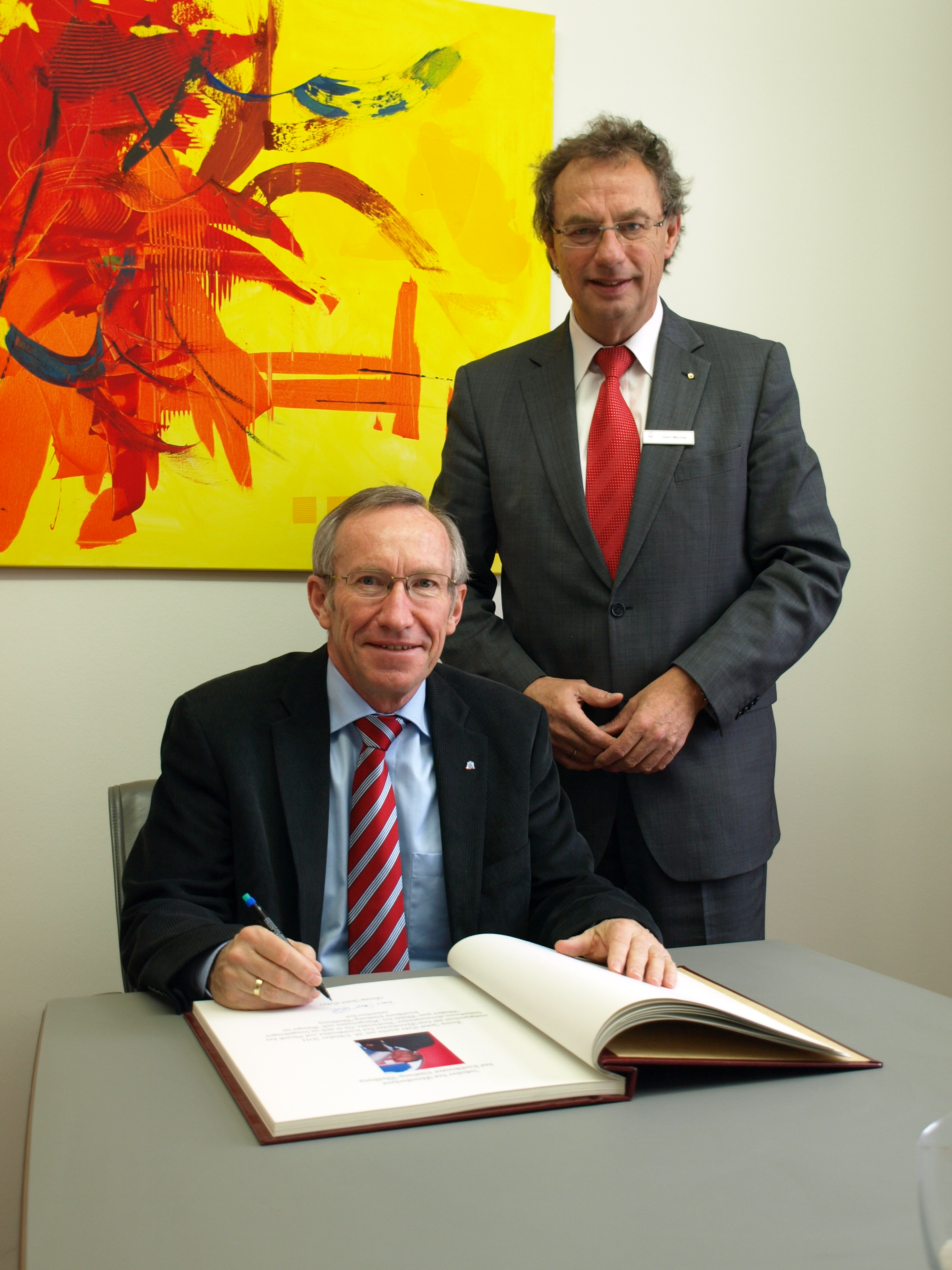
Eintrag ins Goldene Buch des Landkreises Limburg-Weilburg – Sehr mit Landrat Manfred Michel

- 1987: Medaille des polnischen Feuerwehrverbandes für internationale Zusammenarbeit
- 1988: Goldene Plakette der East Sussex Fire Brigade, Großbritannien
- 1995: Ehrenbrief des Landes Hessen
- 2001: Ehrenmedaille des Nassauischen Feuerwehrverbandes in Gold
- 2005: Deutsches Feuerwehr-Ehrenkreuz in Gold
- 2008: Brandschutzehrenzeichen des Landes Hessen am Bande in Gold
- 2011: Silbernes Brandschutzehrenzeichen des Landes Hessen als Steckkreuz „Sonderausführung“
- 2011: Ehrenbecher des Landkreises Limburg-Weilburg
- 2012: Medaille der Tschechischen Bischofskonferenz
- 2015: Bundesverdienstkreuz am Bande[2][34]
- 2015: Silberne Ehrennadel des Deutschen Feuerwehrverbandes
- 2016: Ehrenzeichen für Hessische Feuerwehrmusiker in Silber für besondere Verdienste
- 2017: Ehrenkreuz des Nassauischen Feuerwehrverbandes in Gold
- 2022: Feuerwehr-Verdienstmedaille in Silber des Bezirkes Vöcklabruck (Österreich)

## Ehrentitel (Auswahl)
- Ehrenwehrführer der FF Obertiefenbach (2005 durch die Gemeinde Beselich)
- Ehrenvorsitzender des Kreisfeuerwehrverbandes Limburg-Weilburg (2011)
- Ehrenmitglied des TuS Obertiefenbach (2016)
- Ehrenmitglied des Nassauischen Feuerwehrverbandes (2017)
- Ehrenvorsitzender der FF Obertiefenbach (2022)

## Publikationen
- Zusammenstellung der Veröffentlichungen von Franz-Josef Sehr in der Hessischen Bibliographie im Hessischen Bibliotheks-Informations-System (HeBIS)